# Robotron KC 87

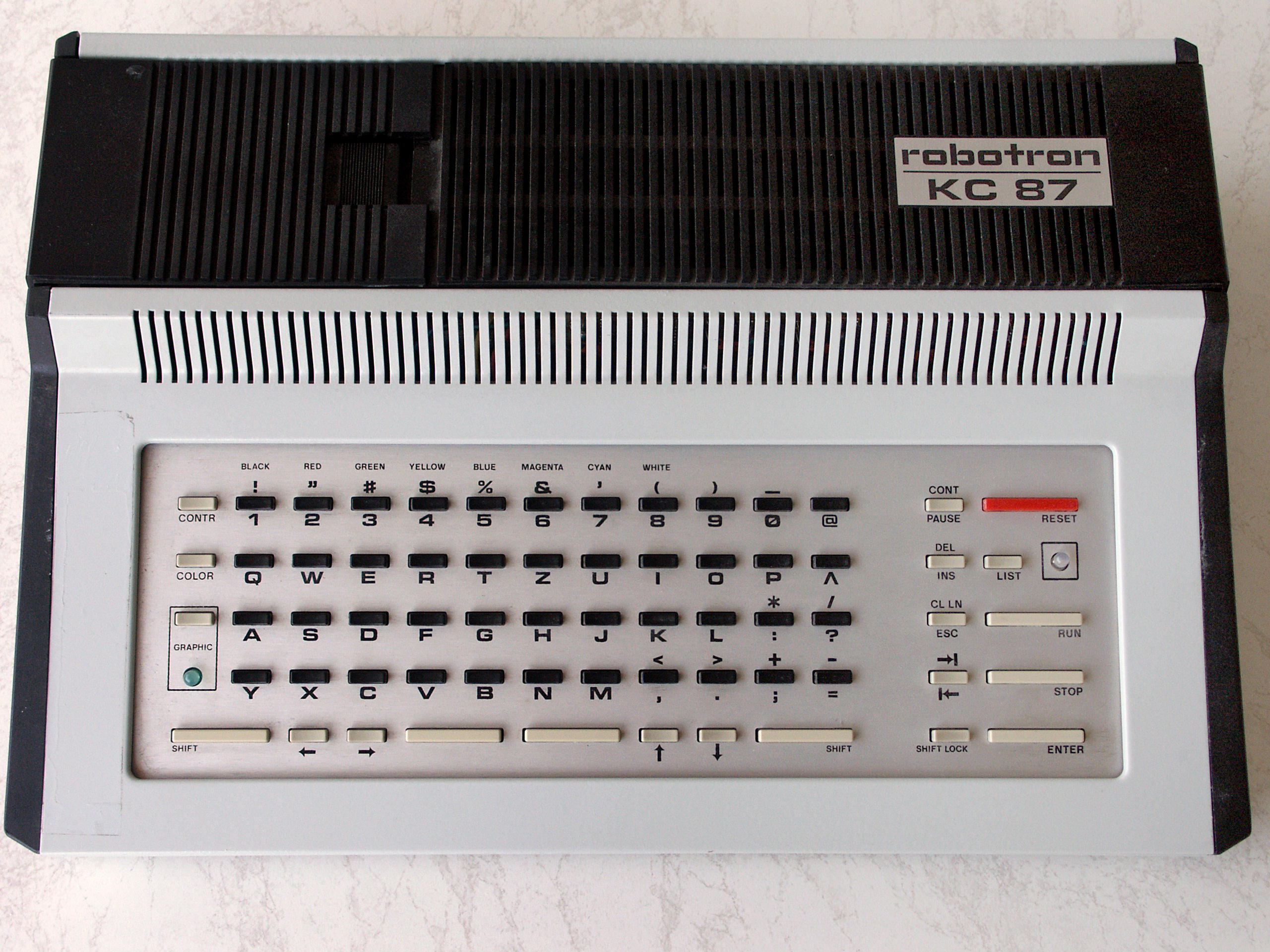
Robotron KC 87

Il Robotron KC 87, il cui nome completo è Kleincomputer robotron KC 87 (KC sta per Kleincomputer, letteralmente "piccolo computer"), era un home computer ad 8 bit prodotto nella ex Germania dell'Est a partire dal 1987 da VEB Robotron-Meßelektronik "Otto Schön" Dresden (con sede a Dresda), facente parte di Kombinat Robotron. Il primo modello della serie, il Robotron Z 9001, fu introdotto nel 1984 e ridenominato Robotron KC 85/1 nel 1985. Nonostante i nomi simili, gli home computer di Robotron non erano direttamente collegati alla serie KC 85 prodotti dalla Kombinat VEB Mikroelektronik "Wilhelm Pieck" di Mühlhausen/Thüringen.

## Dettagli tecnici
La serie Robotron KC utilizzava un microprocessore U880, un clone dello Zilog Z80, con frequenza di clock di 2,5 MHz. La tastiera era integrata nella macchina. Il software poteva essere caricato da cassette a nastro mediante un registratore esterno all'unità. Tutti i modelli avevano delle porte per inserire i "moduli di espansione", in numero massimo di 4, che permettevano di espandere l'hardware della macchina, ad esempio per aggiungere altra RAM, per connettere il KC ad una stampante, ma anche per usare altri linguaggi di programmazione o applicazioni. Il KC 87 aveva integrato in ROM un interprete BASIC, a differenza dei modelli precedenti con i quali l'utente era costretto a caricarlo da nastro o tramite modulo. In aggiunta agli home computer, Robotron offriva anche applicazioni e giochi su cassetta, moduli aggiuntivi ed altri dispositivi. Però, la disponibilità della serie Robotron KC ai clienti privati era molto limitata: i computer erano principalmente utilizzati in ambienti educativi, istituzionali, aziendali e governativi. L'uso di questi computer era però spesso concesso dalle istituzioni e dalle organizzazioni agli studenti in orari extra-scolastici..

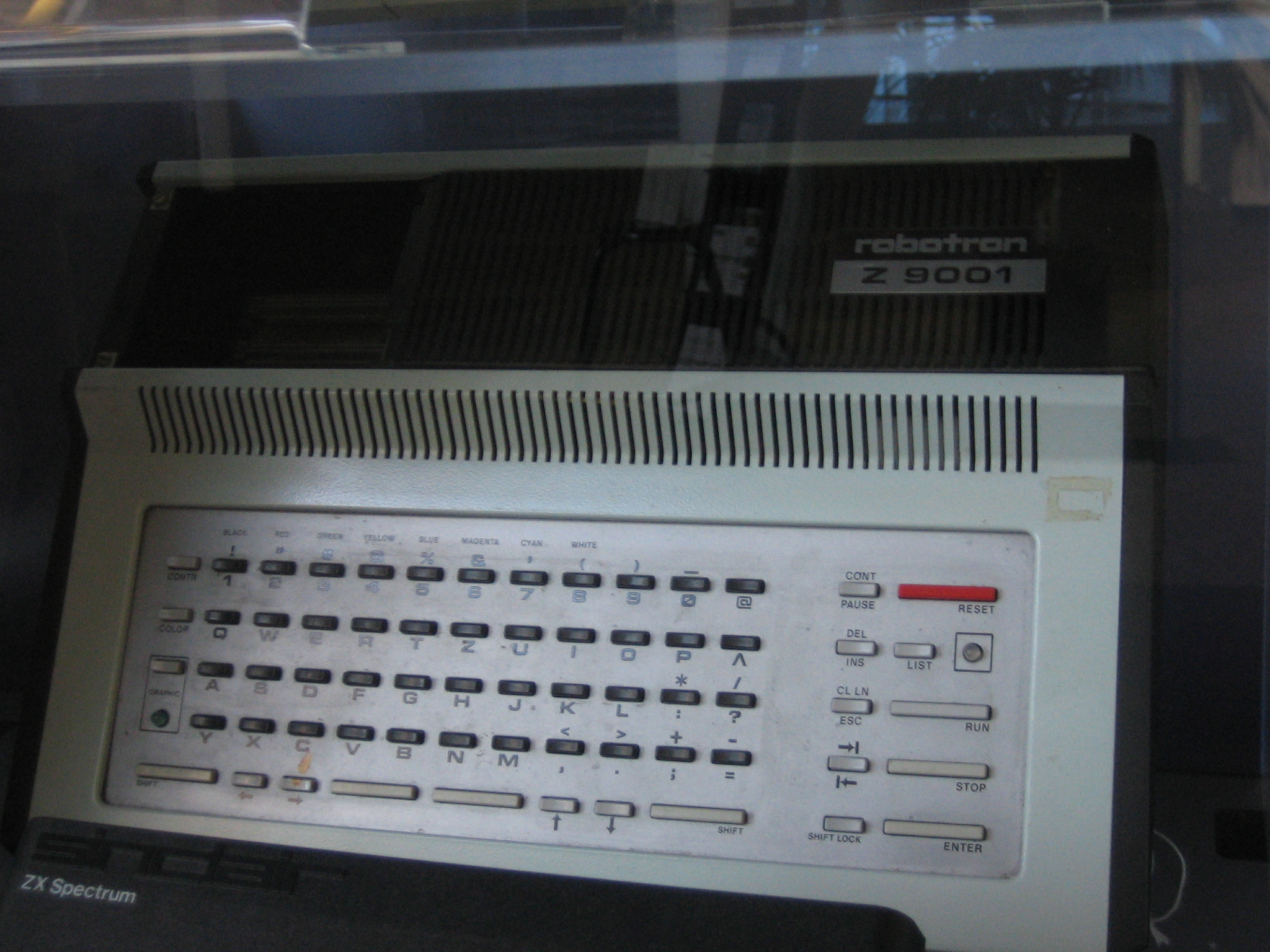
Robotron Z 9001
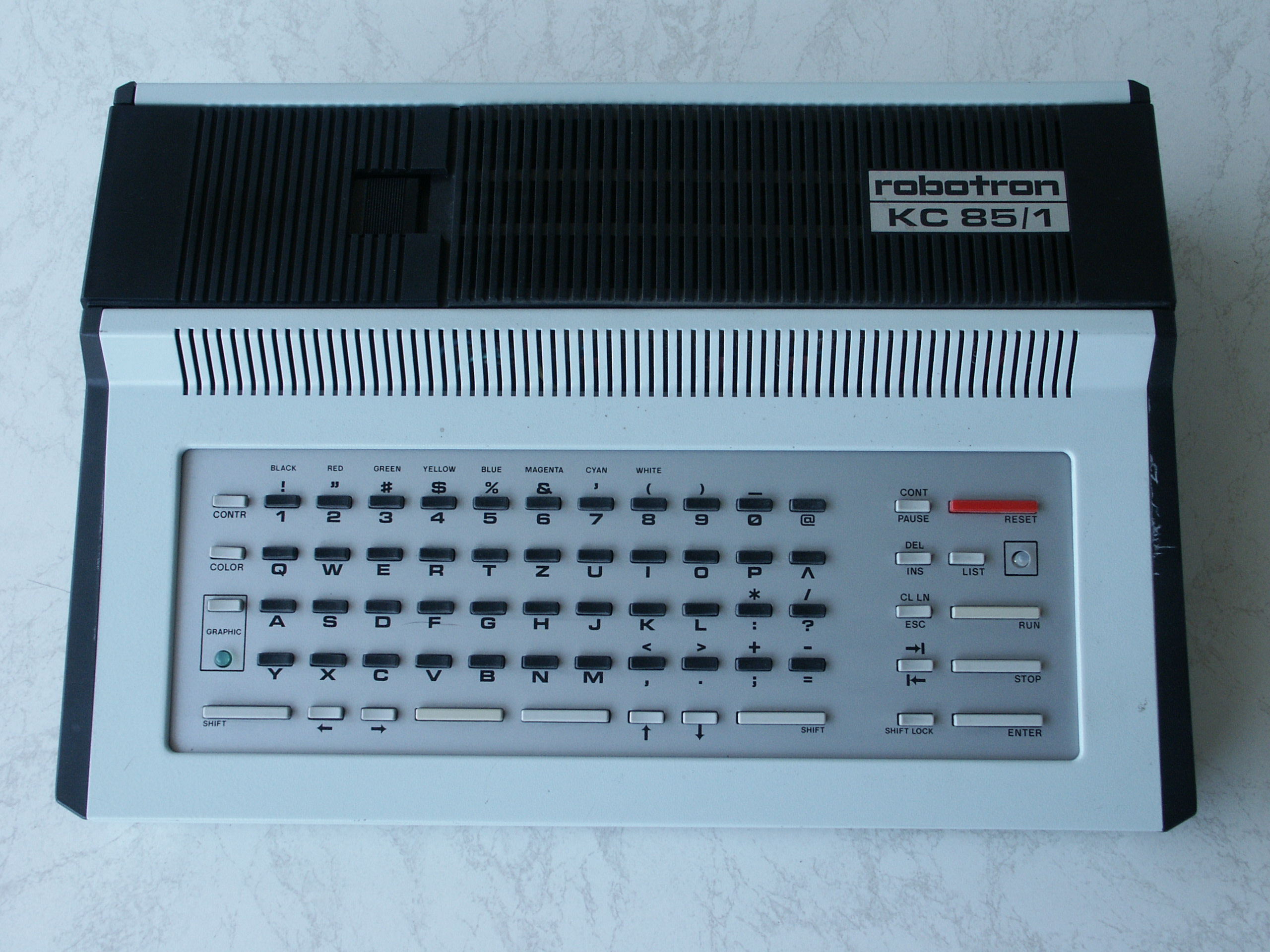
Robotron KC 85/1
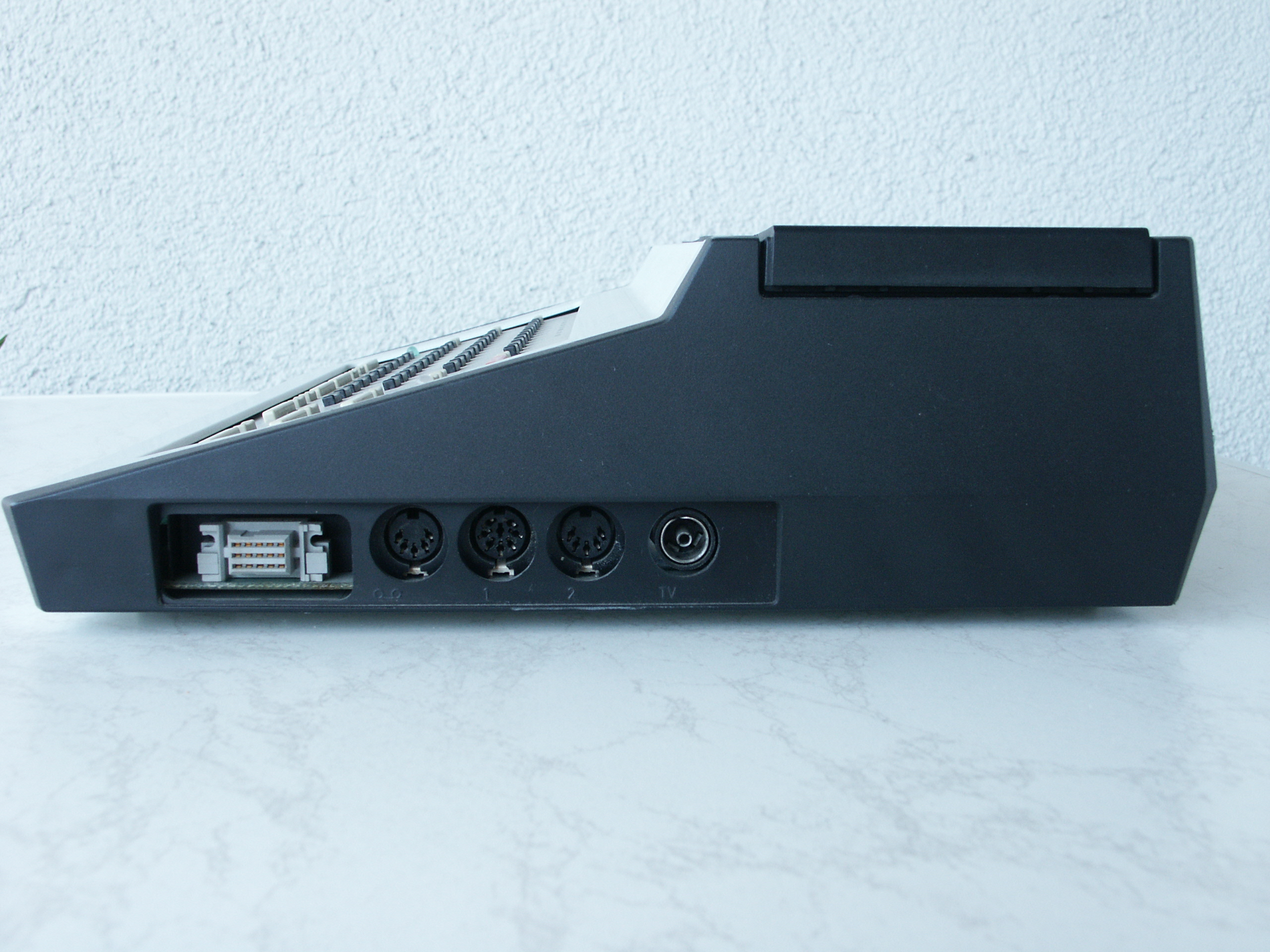
Robotron KC 87 (vista laterale)
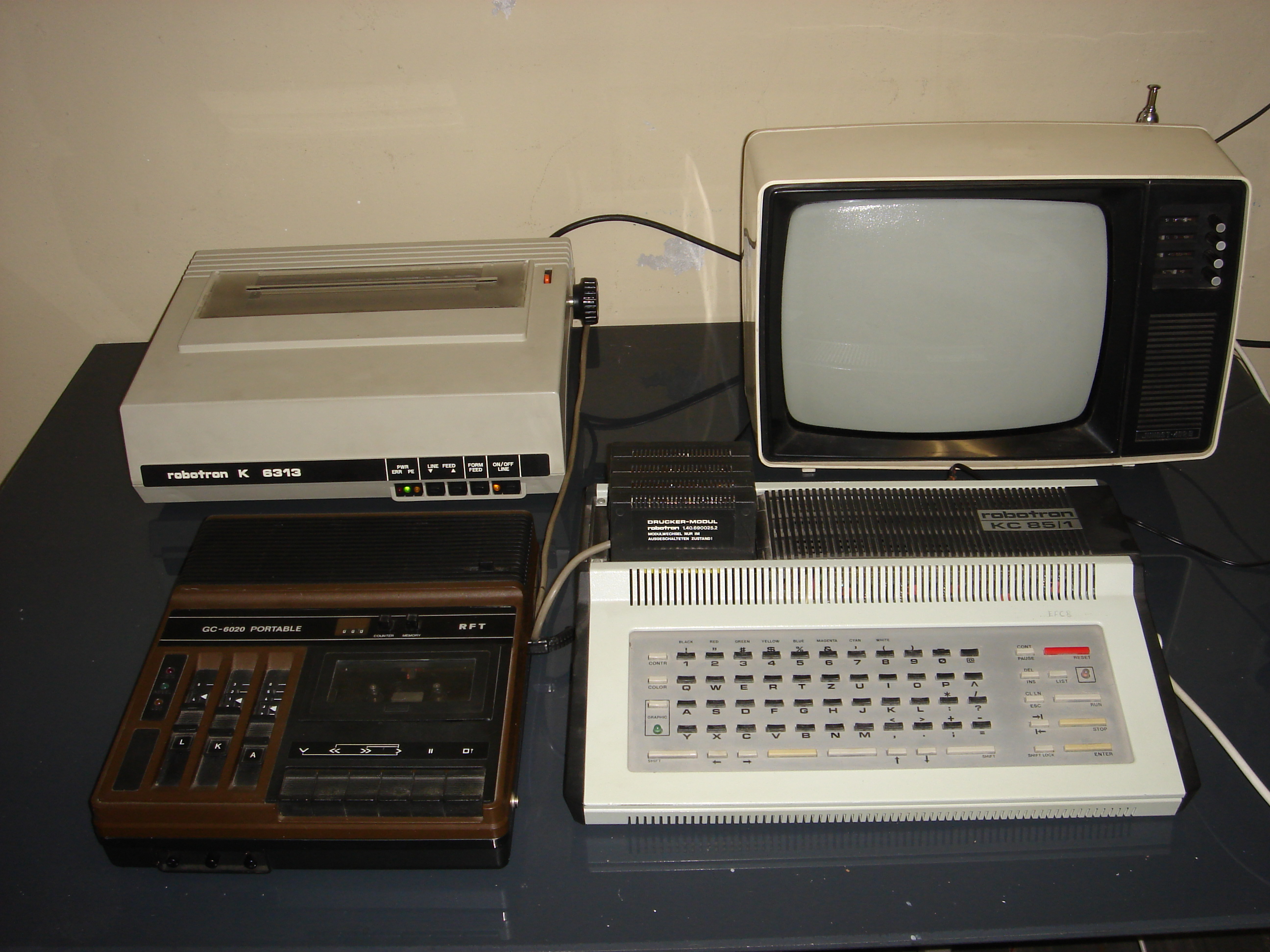
Postazione di lavoro composta da un Robotron KC 85/1, un registratore Geracord 6020 Portable, una stampante ad aghi Robotron K 6313 ed un televisore russo Junost-402B.